# Primer Protocol Facultatiu del Pacte Internacional de Drets Civils i Polítics
El Primer Protocol Facultatiu del Pacte Internacional de Drets Civils i Polítics és un tractat internacional que busca assegurar l'aplicació de les disposicions del Pacte Internacional de Drets Civils i Polítics (ICCPR). Per a això, faculta al Comitè de Drets Humans per rebre i considerar comunicacions d'individus que al·leguin ser víctimes de violacions de qualsevol dels drets enunciats en el Pacte.
Va ser adoptat per l'Assemblea General de les Nacions Unides el 16 de desembre de 1966 i va entrar en vigència el 23 de març de 1976. Per a gener de 2010, tenia 113 membres i 35 signataris.

## Contingut
El Protocol facultatiu estableix un mecanisme que considera les comunicacions d'individus sobre les disposicions del Pacte Internacional de Drets Civils i Polítics. Aquest mecanisme és similar a aquells esmentats al Protocol Facultatiu de la Convenció sobre els Drets de les Persones amb Discapacitat i l'article 14 de la Convenció Internacional sobre l'Eliminació de totes les Formes de Discriminació Racial. Les parts acorden reconèixer la competència del Comitè de Drets Humans de les Nacions Unides per considerar les denúncies d'individus o grups que sostinguin que els seus drets protegits sota el Pacte han estat violats. Els querellants hauran d'haver esgotat tots els recursos domèstics i no es permeten les denúncies anònimes. El Comitè de Drets Humans ha de presentar les denúncies a l'atenció de la part pertinent, que haurà de respondre en un termini de sis mesos. Després de l'examen, el Comitè ha de presentar les seves conclusions a la part denunciada i al querellant.
Si bé no està expressament previst en el Protocol, el Comitè de Drets Humans té en compte el reconeixement de la seva competència per atendre denúncies com imposar una obligació de no obstaculitzar l'accés al Comitè i evitar qualsevol represàlia contra els querellants. Així, el Primer Protocol facultatiu atorga al Comitè la competència necessària per examinar les denúncies de particulars pel que fa a presumptes violacions del Pacte comeses pels Estats que en formen part.

## Reserves
El Protocol addicional requeria que deu països presentessin les seves ratificacions perquè entrés en vigor, condició que es va complir el 1976; no obstant això, diversos Estats membres han tingut reserves i presentat declaracions interpretatives per a la seva aplicació del Protocol addicional.
Àustria no reconeix la jurisdicció del Comitè de Drets Humans per a considerar denúncies que ja haguessin estat examinades per la Comissió Europea dels Drets Humans. Xile, Croàcia, El Salvador, França, Alemanya, Guatemala, Malta, Rússia, Eslovènia, Sri Lanka i Turquia consideren que el Protocol addicional només s'aplica a les denúncies que van sorgir després que va entrar en vigència per a aquests països.
Croàcia, Dinamarca, França, Alemanya, Islàndia, Irlanda, Itàlia, Luxemburg, Malta, Noruega, Polònia, Romania, Rússia, Eslovènia, Espanya, Sri Lanka, Suècia, Turquia i Uganda no reconeixen la jurisdicció del Comitè de Drets Humans per considerar denúncies que ja han estat ateses sota un altre procediment internacional de denúncies.
Ni Alemanya ni Turquia reconeixen la jurisdicció del Comitè de Drets Humans per atendre denúncies que resultin de l'article 26 de l'ICCPR, que cobreix la discriminació i igualtat davant la llei, excepte en la mesura en què es refereixin als drets expressament reconeguts en el Pacte.
Ni Guyana ni Trinitat i Tobago reconeixen la jurisdicció del Comitè de Drets Humans per atendre denúncies relatives a l'ús de la pena de mort.
Veneçuela no reconeix la competència del Comitè de Drets Humans per considerar denúncies relatives a judicis in absentia per crims contra la república.